# Martina Bárta
Martina Bárta (Praga, Checoslovaquia, 1 de septiembre de 1988) es una cantante, actriz y trompista checa. Su género musical es el Jazz, el swing y el lounge.

## Carrera
Ella desde el año 2014, es miembro de la destacada banda de jazz alemana 4 to the bar y desde entonces a día de hoy vive en la ciudad de Berlín.
También ha participado en el musical de Robin Hood. Y cabe destacar que ha trabajado junto a los destacados artistas Felix Slováček y Karel Gott.

### Festival de la Canción de Eurovisión 2017
El 15 de febrero de 2017, la cadena pública de radiodifusión nacional Česká televize (ČT), tras haber valorado más de trescientas candidaturas, eligió a Bárta como la representante de República Checa en el Festival de la Canción de Eurovisión 2017, que se celebró en el Centro Internacional de Exposiciones de la capital ucraniana, Kiev, y en el que participó con la canción «My Turn».